# Centre d'art et de photographie de Lectoure
Pour les articles homonymes, voir CAPL.
Le Centre d'art et photographie de Lectoure (CAPL), dans le Gers, est un espace destiné à promouvoir la photographie mais ouvert à toutes les autres formes artistiques. Cherchant à faire connaître et à soutenir la création artistique et à sensibiliser le public à l'art contemporain, il organise des expositions et diverses manifestations tout au long de l'année, dont le festival l'Été photographique de Lectoure, chaque été. Il est reconnu par le ministère de la Culture comme l'un des six centres nationaux et il est devenu Pôle national de ressources pour la photographie et les arts visuels.

## Histoire
En 1986, le photographe François Saint-Pierre, installé à Lectoure, organise sa première exposition, consacrée au photographe gersois Jean-Bernard Laffitte. L'année suivante, en 1987, est fondée l'association Arrêt sur Images qui organise une grande exposition de Willy Ronis, dans trois salles du Musée de Lectoure. En 1991, la mairie met à disposition d'un bâtiment rue Sainte-Claire et permet ainsi la création du Centre de photographie.
En 2011, le centre s'installe dans la maison de Saint-Louis, 8 cours Gambetta, rénovée pour l'occasion. Ce déménagement dans un bâtiment plus vaste et plus accessible ouvre de nouvelles opportunités pour le Centre. Le centre présente des expositions et des activités toute l'année mais la programmation est rythmée par trois temps forts :
- depuis 1990, l’Été photographique de Lectoure propose une dizaine d’expositions, en majorité des créations, dans différents lieux de la ville ;
- en mai, Cheminements propose un parcours d'expositions associé à des activités artistiques, culturelles et festives en Pays Portes de Gascogne ;
- en hiver, le Centre présente une exposition en alternance avec La vie rurale, manifestation organisée avec différents acteurs culturels du Gers pour une approche artistique et scientifique de la question de la ruralité.

## L'Été photographique de Lectoure
L'Été photographique de Lectoure est organisé dans différents lieux de la petite ville à l'architecture typique. François Saint-Pierre fut le directeur artistique de la manifestation jusqu'en 2014. Les expositions sont accompagnées d'événements tels que visites commentées, rencontres, conférences, projections et performances.
- 2014 : Pilar Albarracin, Matthias Bruggmann, Victor Burgin, Adolfo Kaminsky, Mikael Levin, Constance Nouvel, Myriam Richard, Moussa Sarr, Tom Wood, Marion Brusley, Marie-Johanna Cornut, Samir Ramdani, Kirill Ukolov.
- 2013 : Renaud Auguste-Dormeuil et Guillaume Herbaut, Emanuela Meloni, Annette Mekenthaler, Pierre-Lin Renié, Bruce Wrighton.
- 2012 :
- 2011 : du 23 juillet au 28 août, expositions de Ronald Curchod, Anne-Sophie Émard, Anne-Marie Filaire, Izis, Awen Jones, Manuela Marques, Pol Pierart, Ivan Pinkava, Silvana Reggiardo, Tres.
- 2010 : Emmanuelle Riva, Henri Salesse, Masao Okabe, Rodolf Hervé, Juraj Lipscher, Beatrice Minda, Alix Delmas, Remy Marlot, Gaël Bonnefon, Hortense Soichet.
- 2009 : exposition des photographes Hermine Bourgadier, Deniz Gül, Ara Güler, Alain Fidon, Gül Ilgaz, Jeanne Lacombe, Frédéric Nauczyciel, le collectif Odessa, Ceren Oykut, Sarkis, Isabelle Souriment.
- 2008 : Stanislas Amand, Christophe Beauregard, Guillaume Beinat, Serge Clément, Cédrick Eymenier, Stephanie Kiwitt, Mark Lewis, Paul Pouvreau, Zoe Strauss, William Eggleston.
- 2007 : Lucie B. et Pascal Rueff, Eric Baudelaire, Antonella Bussanich, Fatoumata Diabaté et Camille Millerand, Florence Carbonne, Barabara Crane et Kenneth Josephson, Bernard Rousseau, Anne Deguelle, Didier Lefèvre, Aki Lumi, Yuki Onodera, Mirela Popa, Jérôme Sother.
- 2006 : Renato Bezerra de Mello, Bouvy et Gillis, Jacob Holdt, Yuri Kozyrev, Elodie Lecat, Beatrice Minda, Charles Pennequin, Bertrand Segonzac, Luzia Simons, Jan Svoboda.
- 2005 : Lien Botha, Guillaume Janot, Jean-François Joly, Heidi Kilpelainen, Katherine Knight, Suzanne Lake, Liza Nguyen, Virginie Restain, Jürgen Schadeberg, Bettina Witteveen.
- 2004 : Erwin Blumenfeld, Jean-Louis Garnell, Silvana Reggiardo, Renaud Auguste-Dormeuil, Eléonore de Montesquiou et Helena Tulve, Florian Tiedje, Lionel Loetscher, Jean-Gabriel Lopez, L’œil public, le groupe 4/5.